# Hexatoma (Eriocera) terebrella
Hexatoma (Eriocera) terebrella is een tweevleugelige uit de familie steltmuggen (Limoniidae). De soort komt voor in het Oriëntaals gebied.